# 중원생대
중원생대(中原生代, Mesoproterozoic)는 고원생대와 신원생대 사이에 있는 지질시대이다.
16-10억년 사이에 있다.